# Scaphytopius carenatus
Scaphytopius carenatus är en insektsart som beskrevs av Keti Maria Rocha Zanol 2000. Scaphytopius carenatus ingår i släktet Scaphytopius och familjen dvärgstritar. Inga underarter finns listade i Catalogue of Life.